# Napoleone Orsini
Napoleone Orsini (Rome, 1263 – Avignon, 23 maart 1342) was een Italiaans kardinaal van de Rooms-Katholieke Kerk en een lid van de invloedrijke Orsini familie in Rome.

## Biografie
Napoleone was de zoon van Rinaldo Orsini. De familie Orsini had al diverse kerkelijke hoogwaardigheidsbekleders voortgebracht, waaronder de pausen Celestinus III (1191-1198) en Nicolaas III (1277-1280). Laatstgenoemde paus was een oom van Napoleone.
Vanaf 1280 studeerde Napoleone in Parijs. In Reims en Parijs werd hij aangesteld als kanunnik van het kathedraalkapittel. Tevens werd hij benoemd tot pauselijk kapelaan en vervulde hij diverse functies binnen de Romeinse Curie.
Op 16 mei 1288 werd hij door paus Nicolaas IV verheven tot kardinaal-diaken met de titeldiakonie San Adriano al Foro. Namens paus Bonifatius VIII trad Napoleone op als pauselijk legaat in Marche Anconitana, het hertogdom Spoleto en in Perugia. Op 6 juli 1301 werd hij benoemd tot gouverneur van Sabina.
In maart 1306 keerde hij vanuit Avignon terug naar Rome om de orde in de Italiaanse gebieden te herstellen. In die periode werd hij tevens aangesteld als aartspriester van de Sint-Pietersbasiliek.
Napoleone nam deel aan verschillende pausverkiezingen en conclaven. Als kardinaal-protodiaken kroonde hij op 8 januari 1335 de nieuw gekozen paus Benedictus XII.
Napoleone Orsini overleed op 23 maart 1342 in Avignon waar hij werd begraven in de kerk van de Franciscanen.